# November (2017)
November ist eine estnisch-niederländisch-polnische Koproduktion von Rainer Sarnet aus dem Jahr 2017. Der surreale Schwarzweißfilm ist eine Verfilmung des Romans Der  Scheunenvogt von Andrus Kivirähk.

## Handlung
Der Film spielt in einer dunklen Fantasy-Welt, die im 19. Jahrhundert in einem estnischen Dorf angesiedelt ist. Das Dorf wird von der Pest bedroht, die durch verschiedene Tiere symbolisiert wird. Hexen, Werwölfe und Geister treiben ihr Unwesen. Eine Besonderheit stellen die Kratt dar, ein Flickwerk aus Werkzeugen, für das die Bauern ihre Seele an den Teufel verkaufen. Wenn der Kratt seine Arbeit erledigt hat oder keine mehr hat, tötet er seine Besitzer. Das Dorf lügt, betrügt und stiehlt hemmungslos, um im November des Jahres zu überleben, der schon stark im Winter angekommen ist.
Eine konkrete Handlung enthält der Film nur im Ansatz. Die episodenhafte Struktur arbeitet mit Sprüngen und dem schnellen Wechsel von Hauptpersonen und Nebenplot. Während in der Vorlage jedem Tag des Novembers ein Kapitel gewidmet wird, verfolgt der Film eine Hauptstory: die unerwiderte Liebe von Liina gegenüber Hans. Hans liebt dagegen die Tochter des Barons. Um sich die Sehnsüchte zu erfüllen, verwenden beide schwarze Magie, doch letztlich finden sie im Leben nicht zueinander. Gerade als Hans Liina bemerkt, schmilzt sein Kratt, ein Schneemann, der von der Liebe berichtet, und der Teufel bricht ihm das Genick. Liina geht dafür in den See. Erst im Jenseits finden sich die beiden.

## Hintergrund
Die Vorlage Der Scheunenvogt von Andrus Kivirähk (im estnischen Original Rehepapp) galt lange als unverfilmbar. Regisseur Rainer Sarnet versuchte sich seit 2005 an einer Verfilmung, scheiterte jedoch immer wieder am Drehbuch und am visuellen Konzept. Letztlich entdeckte er Fotografien des estnischen Fotopioniers Johannes Pääsuke (1892–1918), die ihm den Ausschlag gaben.
Der Film entstand an 60 Drehtagen zwischen 2014 und 2016. Sarnet verwendete fünf verschiedene Kameras sowie ein Mobiltelefon. Im Sommer drehte er in Infrarot um den Eindruck zu erzeugen, der Film würde im Winter spielen.
Für den Look nahm er als Vorbilder unter anderem Jim Jarmuschs Dead Man (1995) und A Chinese Ghost Story (1987) sowie Stummfilme wie Das Cabinet des Dr. Caligari (1920) und Die Nibelungen (1922/24) sowie den Stil von Ingmar Bergman und Akira Kurosawa.
Der Film wurde auf diversen Filmfestivals gezeigt und gewann zahlreiche Festivalpreise.
In Deutschland erlebte der Film ab dem 29. November 2018 eine Kinoauswertung über Donau Film und wurde am 22. Februar 2019 als DVD und Blu-Ray veröffentlicht.

## Kritiken
Der Film wurde überwiegend positiv bewertet. Der surreale Look ließ den Film zu einem Kritikerliebling werden. Rudolf Worschech von epd film sagte über den Film:

„Einen solchen Film bekommt man nur alle paar Jahre zu sehen. Einen Film, der so etwas wie ein Universum kreieren kann, mit einer visuellen Poesie, die sich um die Realität nicht schert, die surreal ist, aber manchmal auch ganz geerdet. Ein Film, der sich der Motive der schwarzen Romantik bedient, aber auch archaischer Mythen. Gedreht in einem Schwarzweiß, das man heute vielleicht nur bei Pawlikowski  sieht oder früher bei Tarkovskij gesehen hat.“

Der Filmdienst schrieb: „Im Zentrum des schwarz-weißen, naturalistisch bebilderten Märchens aus vergangenen Zeiten steht weniger die bewusst einfache Story als die Belebung einer skurrilen Sagenwelt. Die ebenso faszinierende wie morbide Stimmung wirkt dabei ebenso archaisch wie verstörend.“